# Эль-Курейн
Эль-Курейн (араб. القرين‎) — город на севере Египта, расположенный на территории мухафазы Шаркия.

## Географическое положение
Город находится в юго-восточной части мухафазы, в восточной части дельты Нила, на расстоянии приблизительно 20 километров к востоку-северо-востоку (ENE) от Эз-Заказика, административного центра провинции. Абсолютная высота — 26 метров над уровнем моря.

## Демография
По данным переписи 2006 года численность населения Эль-Курейна составляла 64 453 человек.
Динамика численности населения города по годам:
| 1996   | 2006   |
| ------ | ------ |
| 51 833 | 64 453 |

## Транспорт
Ближайший аэропорт расположен в городе Эз-Заказик, на расстоянии 3 километров к западу от Эль-Курейна.